# Stray Cat Rock: Sex Hunter!
Stray Cat Rock: Sex Hunter! (jap. 野良猫ロック　セックスハンター, nora neko rokku: sekkusu hantā) ist ein japanischer Exploitationfilm der Nikkatsu von Regisseur Yasuharu Hasebe aus dem Jahr 1970. Die Inszenierung um Gangs und jugendliche Gewalttäter ist der dritte Teil der fünfteiligen Stray-Cat-Rock-Filmreihe, die zwischen 1970 und 1971 entstand.
Der Film wurde am 1. September 1970 in Japan veröffentlicht. In Deutschland erschien die Produktion am 29. Februar 2008 in Originalsprache mit deutschen Untertiteln direkt auf DVD.

## Handlung
Tachikawa in der Gegenwart. Die kühle und wortkarge Mako ist Anführerin der Alleycats, einer weiblichen Jugendbande, die sich jenseits von Moral und Gesetz bewegt. Der Tag der perspektivlosen Mädchengang ist geprägt von verschiedenen kriminellen Delikten, häufig einhergehend mit brutaler Gewaltanwendung. Den Abend verbringen die Straftäterinnen mit Drogen und Sex gemeinsam mit den Eagles – einer befreundeten Gruppierung männlicher Gesetzesbrecher – in schummrigen Nachtclubs. Die zierliche Maku liebt den traumatisierten Boss der Eagles, Baron, mit dem sie eine lose Beziehung eingeht, wenngleich ihr Wunsch nach körperlicher Nähe und Sexualität unerfüllt bleibt. Baron leidet seit seiner Kindheit an sexueller Dysfunktion, die einst durch die Misshandlung seiner Schwester ausgelöst wurde, der er hilflos beiwohnen musste. Diese wurde einst von Männern ethnischer Herkunft vergewaltigt. Seitdem ist Baron ein abgrundtiefer Rassist mit einem unbändigen Hass auf alle nicht reinrassigen Japaner der Stadt.
Als eines Tages Barons loyaler Weggefährte Susumu, ein Bandenmitglied der Eagles, sich um seine Alleycat-Freundin Mari beraubt fühlt, die ihm einen Mischling namens Ichirō vorzieht, wird Barons grenzenloser Hass gegen seine erklärten „Feindbilder“ neu entfacht. Die Eagles suchen daraufhin nach Ichirō, der nach schwerer Misshandlung eingeschüchtert die Stadt verlässt. Kurz darauf beginnt eine regelrechte Hetzjagd auf alle Halbblüter, die mit Diskriminierungen und Vertreibungen einhergeht. Als die gedemütigte Mari vor Wut den fremdenfeindlichen Baron mit einem Messer attackiert, verschärft sich die Lage auch für die Alleycats nachhaltig. Barons Frauenhass ist zunächst nicht erkennbar. Dies ändert sich jedoch als Maku beschließt, dem 21-jährigen Neuankömmling Kazuma, einem Halb-Japaner, Halb-Afroamerikaner, bei der Suche nach dessen verschollener Schwester Megumi zu helfen. Maku verliebt sich schließlich in den Fremden – sehr zum Unmut des eifersüchtigen Barons, der die Schönheit für sich beansprucht. Der Fremdenhasser entfacht einen Bandenkrieg mit den Alleycats und verkauft die mit Drogen gefügig gemachten Frauen an betuchte Ausländer. Maku entgeht diesem Schicksal. Sie trennt sich von Baron und rettet letztlich ihre Untergebenen vor einer Massenvergewaltigung.
Derweil gelingt es Kazuma seine Schwester Megumi zu finden, die anfangs bestreitet die Gesuchte zu sein. Irgendwann gibt sie sich jedoch Barons Schergen als diese zu erkennen, woraufhin Megumi brutal vergewaltigt wird. Susumu löst sich in dieser Situation von seinem Boss Baron, da – wie der Zuschauer erst jetzt erfährt – auch er ein Mischling ist. Der wütende Baron ermordet daraufhin seinen alten Weggefährten hinterrücks. Anschließend stellt er sich einem bewaffneten Kazuma im Duell. Der Halbjapaner tötet seinen Rivalen im Zweikampf, obgleich auch er lebensgefährlich verwundet wird. Am Ende schießt Kazuma seine Halbschwester Megumi an, die ihm entgegenläuft. Die Motive bleiben im Unklaren. Dann stürzt er zu Boden und stirbt – vor den Augen der fassungslosen Maku.

## Kritiken
Die VideoWoche urteilt, der „vergleichsweise harmlose japanische Exploitationfilm“ sei optisch von Seijun Suzuki inspiriert und stelle eine „Aneinanderreihung von Prügelorgien“ dar.